# Alospangbergia bella
Alospangbergia bella är en insektsart som beskrevs av Evans 1973. Alospangbergia bella ingår i släktet Alospangbergia och familjen dvärgstritar. Inga underarter finns listade i Catalogue of Life.